# Hans Sølvhøj
Hans Juul Sølvhøj (* 11. Juli 1919 in Kopenhagen; † 28. Dezember 1989) war ein dänischer Medienmanager und Politiker der Socialdemokraterne, der unter anderem zwischen 1961 und 1964 sowie erneut von 1967 bis 1976 Generaldirektor von Danmarks Radio (DR) und zwischenzeitlich in der Regierung Krag II von 1964 bis 1966 Kulturminister sowie zwischen 1966 und 1967 Minister ohne Geschäftsbereich war. Er fungierte zudem von 1976 bis zu seinem Tode 1989 als Hofmarschall und damit als Leiter des Hofstaates und Haushalts von Königin Margrethe II.

## Leben
Hans Juul Sølvhøj, Sohn des Schullehrers und späteren Schulleiters Johannes Sølvhøj (1887–1954) und der Lehrerin Dagmar Elisabeth Juul (1887–1949), begann nach Studentereksamen 1937 ein Lehramtsstudium der Fächer Geschichte, Englisch und Deutsch, welches er 1945 als Candidatus magisterii beendete. Nach dem Skoleembedseksamen war er als Teilzeitlehrer am Helsingør Technikum tätig und wurde 1947 Studiengruppenleiter in der Hörsaalabteilung der öffentlich-rechtliche Rundfunkanstalt Danmarks Radio (DR), die zunächst von Jens Rosenkjær sowie von 1948 bis 1950 vom späteren sozialdemokratischen Bildungs- und Außenminister Knud Børge Andersen geleitet wurde. Innerhalb kurzer Zeit wurde er Programmsekretär, bereits 1950 Programmredakteur und stellvertretender Direktor. Als Andersen im selben Jahr zurücktrat, galt er als Nachfolger, allerdings berief der Rundfunktrat den Journalisten und späteren liberalen Kirchenminister Arne Fog Pedersen. Als Fog Pedersen 1953 Direktor der Rødding Højskole wurde, wurde Sølvhøj doch noch Leiter Hörsaalabteilung. 1959 wurde er Programmleiter der Abteilung Information und aktuelle Angelegenheiten und zwei Jahre später als Nachfolger von F. E. Jensen 1961 Generaldirektor von Danmarks Radio, trotz des Widerstands seines Vorgängers und des Vorsitzenden des Rundfunkrates Peder Nørgaard. Das etwas angespannte Verhältnis zum Ratsvorsitzenden trug wahrscheinlich dazu bei, dass er 1964 als DR-Generaldirektor zurücktrat und von Erik Carlsen abgelöst.
Allerdings wurde Sølvhøj am 26. September 1964 als Kulturminister (Minister for kulturelle anliggender) in die Regierung Krag II berufen und bekleidete dieses Ministeramt bis zum 28. November 1966, woraufhin die bisherige Kirchenministerin Bodil Koch ihn ablöste. Als Kulturminister verteidigte er den von seinem Vorgänger Julius Bomholt kurz zuvor gegründeten Kunstfonds bei Treffen im Ausland und im Parlament gegen die heftigen Angriffe der vom Lagerhausverwalter und Politiker der Fremskridtspartiet Peter Rindal initiierten „Rindalismus“-Bewegung, die staatliche Zuschüsse an Künstler ablehnte und eine landesweite Petitionsaktion ins Leben rief, bei der 62.000 Unterschriften zum Protest gegen den Kunstfonds gesammelt wurden.
Als Ministerpräsident Jens Otto Krag nach der Wahl am 22. November 1966, die eine „Arbeitermehrheit“ (Arbejderflertal) brachte, ging man eine Zusammenarbeit mit der Sozialistischen Volkspartei SF (Socialistisk Folkeparti) ein. Sølvhøj gehörte neben Fischereiminister Jens Risgaard Knudsen und Handelsminister Tyge Dahlgaard zu den Ministern, die sich von dieser Zusammenarbeit distanzierten, und Sølvhøj gab Krag gegenüber zu verstehen, dass er nun zum Radiosender zurückkehren wolle. Krag übernahm jedoch selbst das Amt des Außenministers, und um die Doppelbelastung zu verringern und – trotz der Zusammenarbeit mit den SF – das Vertrauen in die Beibehaltung der außenpolitischen Linie der Regierung zu stärken, wurde Sølvhøj im Rahmen dieser Regierungsumbildung am 28. November 1966 Minister ohne Geschäftsbereich für außenpolitische Angelegenheiten, insbesondere die Beziehungen zu den Vereinten Nationen und zur NATO (Minister uden portefølje med henblik på udenrigspolitiske spørgsmål, navnlig forholdet til FN og NATO) und behielt diesen Posten bis zum 30. September 1967. Im Anschluss lehnte er die von Krag angebotene Übernahme des Postens des Außenministers ab, woraufhin Hans Tabor am 1. Oktober 1967 neuer Außenminister wurde.
Nach seinem Ausscheiden aus der Regierung übernahm Hans Sølvhøj 1967 als Nachfolger von Erik Carlsen wieder seine vorherige Funktion als Generaldirektor von Danmarks Radio, zumal Peder Nørgaard gerade als Vorsitzender des Rundfunkrates durch Knud Heinesen abgelöst worden war. Das Amt des Generaldirektors – ab 1971 mit erweiterten Befugnissen – bekleidete er bis zu seiner Ablösund durch Laurits Bindsløv 1976. Darüber hinaus wurde er 1969 erster Vorsitzender der neugegründeten Dänisch-Deutschen Gesellschaft (Dansk-Tysk Selskab) und hatte diese Funktion bis 1972 inne.
Im Anschluss wurde Sølvhøj von Königin Margrethe II. 1976 mit dem Titel Kammerherr (Kammerherre) als Nachfolger des vorherigen Diplomaten Kjeld Gustav Knuth-Winterfeldt überraschenderweise als erster Sozialdemokrat zum Hofmarschall (Den Danske Hofmarskal) und damit zum Leiter des Königlichen Hofstaates und Königlichen Haushalts ernannt wurde. In einem größeren Kontext bedeutete dies eine Stärkung der Beziehungen zwischen Königin Margrethe und dem Volk – „das Königshaus hatte noch nie ein Hofoberhaupt mit so viel Kontakt zur Öffentlichkeit“ (Laurits Bindsløv). Er bekleidete dieses Amt bis zu seinem Tode 1989, woraufhin Generalmajor Søren Haslund-Christensen seine Nachfolge antrat. 1983 wurde er außerdem Vorstandsmitglied der Atlantischen Allianz (Atlantsammenslutningen), eine landesweit und international ausgerichtete Organisation, die zu sicherheitspolitischen Themen informiert, unter anderem zu NATO, EU, OSZE und UNO. Am 16. November 1984 wurde ihm das Großkreuz des portugiesischen Ordens des Infanten Dom Henrique verliehen.
Hans Sølvhøj war seit dem 13. September 1952 mit der Ergotherapeutin Ruth Finsen (1928–?), Tochter von Halldor Finsen (1896–1987) und Martha Juliane Rasmussen (1903–?). Nach seinem Tode wurde er auf dem Friedhof von Egebæksvang Sogn in der heutigen Helsingør Kommune beigesetzt.